# Beast (［Alexandros］歌曲)
《Beast》是是日本摇滚乐团[Alexandros]的一首单曲。2020年11月11日由环球音乐发行，为该组合的第18张单曲。

## 摘要
- 本作是组合距离上一部作品Philosophy10个月后再度发行的新作品。[注 1]
- 单曲以首发限定版（分DVD和蓝光光碟）和普通版等3种规格发售。
- 封面单曲Beast是华纳兄弟发行电影《安乐死医师的遗产（日语：ドクター・デスの遺産）》的主题曲[4][5]。
  - 对于这首曲子，主唱川上洋平表示: “很久没有制作这么激情的曲子了。用录音制作歌曲的时候会在录音室里互相提出想法，但是这种争执非常有趣。从观看电视剧结束的瞬间开始，就有想要制作这样的歌曲的感觉，所以和制作组讨论后制作了这首歌。”[5]
- 在初回限定盘特典中收录了组合在2020年6月20日、21日举行的首次无观众现场演唱会《Party in ur Bedroom》中的全部7首歌曲。[3]

## 收录曲目

### CD
- 全作詞・作曲：川上洋平 全編曲：[Alexandros]、Takashi Saze

1. Beast
  - 华纳兄弟电影发行电影《安乐死医师的遗产（日语：ドクター・デスの遺産）》主题曲
2. Vague

### DVD/Blu-ray（初回限定盤）
| Party in ur Bedroom | Party in ur Bedroom |
| 曲序                | 曲目                |
| ------------------- | ------------------- |
| 1.                  | rooftop             |
| 2.                  | Oblivion            |
| 3.                  | Burger Queen        |
| 4.                  | For Freedom         |
| 5.                  | Mosquito Bite       |
| 6.                  | PARTY IS OVER       |
| 7.                  | Starrrrrrr          |

## 脚注